# Jean Bodin
Jean Bodin (født 1530 i Angers, død 1596 i Laon) var en fransk filosof og politiker.

## Liv og gerning
Han studerede retsvidenskab i Toulouse, var en tid advokat og blev ved Henrik 3.s yndest kongelig advokat i Laon. Som trediestands repræsentant deltog han i stænderforsamlingen i Blois 1576 og var her med til at gennemføre, at der ikke bevilgedes kongen penge til at føre krig mod hugenotterne. Han faldt herved i unåde, men var stadig nær knyttet til hertugen af Alençon, der var en af lederne af "politikernes" parti, hvis bestræbelser gik ud på at skabe forsoning mellem partierne i religionskampen. Sine sidste år tilbragte Bodin i Laon. Med glæde hilste han Henrik 4.s tronbestigelse, som skulle gøre ende på de urolige tilstande, men han oplevede ikke det nantiske edikts udstedelse.

## Statslære
De tanker, Bodin havde kæmpet for i sit liv, gav han også udtryk for i sine værker. Six livres de la république fra 1576 er et af den nyere filosofis første forsøg på at opstille en videnskabelig statslære, i nogen grad påvirket af Aristoteles er det dog meget selvstændigt og bygger både på egen tænkning og den historiske erfaring. Suveræniteten består i lovgivningsmagt, benådningsret og ret til at erklære krig og slutte fred, og de forskellige statsformer bestemmes af, om denne er hos fyrsten, hos folket eller hos en del af dette, og statsformen ændres i og for sig ikke derved, at regeringsmagten overdrages på begrænset tid, fx af folket til fyrsten eller en snævrere kreds. Men Bodin mente, at den historiske erfaring viste, at den bedste og mest faste statsform er den absolutte og arvelige fyrstemagt, når denne er begrænset ved love. Over for Guds bud og den naturlige ret må fyrsten altid bøje sig og stå til ansvar for sine handlinger. Fastheden i statsformen skal også finde udtryk deri, at regeringen griber vejledende og ordnende ind i næringslivet, men familiens og den personlige ret og ejendom skal i størst mulig udstrækning respekteres. Bodins statslære udmærker sig i det hele ved levende forståelse af livets mangfoldighed og betydningen af den historiske erfaring.

## Religiøs åndsfrihed og tolerance
Hans åndsfrihed og tolerance kommer stærkt frem i hans alderdomsværk Colloquium heptaplomeres de abditis rerum sublimium arcanis (skrevet 1593), der ikke udkom, men gennem afskrifter blev kendt i hele den litterære verden . Det er en samtale mellem repræsentanter for 7 forskellige kirkelige standpunkter, udført med kundskab og stor upartiskhed, som resulterer i, at de alle hver på sit stade ser de øvriges ret og enes om et centralt religiøst indhold, som er kilden til den humane moral, der behersker deres handlinger. Repræsentanten for deismen, der var Bodins eget standpunkt, viser hen til, at Gud har talt såvel gennem de jødiske profeter og de græske filosoffer, som gennem Kristus og Muhammed, og i denne sammenhæng fremhæves særlig Platon stærkt. Mens Bodin tidligere i et særligt værk (Démonomanie, 1581) havde givet en skildring af alle slags trolddom, der viste, at han ganske delte tidens overtro, og endog ønskede, at der skulle fares hårdt frem mod alt hekseri, lader han nu komme til orde en kritik, der synes at vise, at han er kommet til at tvivle om rigtigheden af sin tidligere opfattelse. Den store samtale, der var samtiden og den nærmeste eftertid en afsky, fik efterhånden betydelig indflydelse; den ånder en fordomsfrihed og en tolerance over for anderledes troende og tænkende, der var langt forud for tidens almindelige syn.

## Kvantitetsteorien
Blandt Bodins andre filosofiske bidrag må nævnes kvantitetsteorien. I løbet af det 16. århundrede strømmede sølv fra de oversøiske besiddelser i Latinamerika (især fra minerne i Potosí) til Spanien og videre til resten af Europa. Denne udvikling fandt sted samtidig med, at Europa oplevede en stor inflation. Teorier om årsagerne hertil fra Jean de Malestroit provokerede Bodin til at skrive Réponse de J. Bodin aux paradoxes de M. de Malestroit i 1568, hvori han knyttede de to forhold sammen og desuden inddrog forholdet mellem mængde af varer og mængden af penge i omløb, befolkningsudviklingen, handelen og forbruget, hvilket han betragtede som ødselt.